# Батько, син і вітерець
«Батько, син і вітерець» — радянський художній фільм 1988 року, знятий режисером Георгієм Чконією на кіностудії «Грузія-фільм».

## Сюжет
Шалва, демобілізований офіцер, повертається до гірського села, де на нього чекають хвора мати, дружина та син. Колишній солдат починає відновлювати небагате господарство, йому допомагає син. Якось продавець місцевого сільпо жорстоко побив Шалву. Цю страшну сцену спостерігав хлопчик. Замкнувшись у собі, втративши віру в силу батька та справедливість, він тікає з дому. Щоб повернути сина, Шалва вбиває кривдника і йде в гори.

## У ролях
- Заза Колелішвілі — головна роль
- Вахтанг Асатіані — головна роль
- Нато Шенгелая — головна роль
- Суліко Габісонія — роль другого плану
- Дареджан Харшиладзе — роль другого плану
- Давид Чубінішвілі — роль другого плану
- Вахтанг Мусхелішвілі — роль другого плану
- Михайло Мусхелішвілі — роль другого плану
- Юрій Григорян — роль другого плану
- Вараздат Хачатурян — роль другого плану
- Темур Чачава — роль другого плану
- Бесо Шармадін — роль другого плану
- Валерій Щедрін — роль другого плану
- Михайло Херхеулідзе — роль другого плану

## Знімальна група
- Режисер — Георгій Чконія
- Сценарист — Давид Чубінішвілі
- Оператор — Нугзар Еркомаїшвілі
- Композитор — Теймураз Бакурадзе
- Художник — Нугзар Тарієлашвілі